# Bonosus
Bonosus (Gallus Quintus Bonosus) est un usurpateur romain né en Hispanie, il se proclame empereur en 280 à Cologne mais est battu par l'empereur Probus,. Seule l'Histoire Auguste en donne une biographie, douteuse et critiquée par André Chastagnol.

## Biographie
Fils d'un rhéteur, Bonosus servit sous Claude, combattant les Goths à ses côtés. L'empereur Aurélien, successeur de Claude, chargea Bonosus d'établir des contacts avec les Goths et de le renseigner sur leurs intentions. C'est à cette occasion qu'il épousa Hunilla, fille d'un chef goth.
Par la suite, l'empereur Aurélien confia à Bonosus le commandement de la flotte du Rhin (celle-ci était chargée d'assurer la sécurité maritime de la Bretagne). Cependant, une nuit de l'année 280, les Germains surgirent par surprise et incendièrent les navires romains.
Bonosus se proclama empereur pour éviter le châtiment de cette faute. Probus ordonna aux commandants des places fortes avoisinantes de marcher contre l'usurpateur. Bonosus fut défait et se pendit de désespoir en 281. Probus épargna les vies de sa femme et de ses fils.
Selon l'auteur de l'Histoire Auguste, Bonosus aurait été un grand amateur de vin : « Quelle que fût la quantité de vin qu'il buvait, il était toujours calme, gardait tout son bon sens, et même (…), il se montrait alors plus prévoyant qu'à jeun. Ce qui était surprenant en lui, c'est qu'il urinait autant qu'il buvait, et que jamais il n'éprouva de douleurs à l'estomac, aux intestins ou à la vessie ». « Cet homme n'est pas né pour vivre, mais pour boire » aurait même dit l'empereur Aurélien.
André Chastagnol, traducteur et commentateur de l'Histoire Auguste, considère comme pure invention les indications de l'Histoire Auguste sur son mariage avec Hunila et les qualités de buveur de Bonosus. Chastagnol voit même dans cette « sobre ivresse » la parodie subtile d’un thème mis en vogue par les apologistes chrétiens dont Ambroise de Milan, sur la sobriété des mystiques et leur ivresse apparente dans leur ferveur religieuse.
Dans la Revue numismatique de 1859, le numismate Jean de Witte attribue à Bonosus deux monnaies de billon. Le numismate Henri Cohen signale la rareté des émissions monétaires de Bonosus, reprend les deux uniques médailles données par de Witte, et considère qu'en dehors de ces deux exemplaires, il n'existe pas de pièce authentique. Cette attribution à Bonosus a été réfutée depuis, de Witte ayant quelque peu interprété les caractères des légendes monétaires.